# A Fülöp-szigetek a 2008. évi nyári olimpiai játékokon
A Fülöp-szigetek a kínai Pekingben megrendezett 2008. évi nyári olimpiai játékok egyik részt vevő nemzete volt. Az országot az olimpián 8 sportágban 15 sportoló képviselte, akik érmet nem szereztek.

## Atlétika
Férfi

| Versenyző    | Versenyszám | Selejtező | Selejtező | Döntő    | Döntő    |
| Versenyző    | Versenyszám | Eredmény  | Helyezés  | Eredmény | Helyezés |
| ------------ | ----------- | --------- | --------- | -------- | -------- |
| Henry Dagmil | Távolugrás  | 758 cm    | 34.       | kiesett  | kiesett  |

Női

| Versenyző        | Versenyszám | Selejtező | Selejtező | Döntő    | Döntő    |
| Versenyző        | Versenyszám | Eredmény  | Helyezés  | Eredmény | Helyezés |
| ---------------- | ----------- | --------- | --------- | -------- | -------- |
| Marstella Torres | Távolugrás  | 617 cm    | 34.       | kiesett  | kiesett  |

## Íjászat
Férfi

| Versenyző   | Versenyszám | Selejtező | Selejtező | 64-es főtábla                       | 32-es főtábla     | Nyolcaddöntő      | Negyeddöntő       | Elődöntő          | Döntő             | Helyezés |
| Versenyző   | Versenyszám | Pont      | Kiemelt   | Ellenfél Eredmény                   | Ellenfél Eredmény | Ellenfél Eredmény | Ellenfél Eredmény | Ellenfél Eredmény | Ellenfél Eredmény | Helyezés |
| ----------- | ----------- | --------- | --------- | ----------------------------------- | ----------------- | ----------------- | ----------------- | ----------------- | ----------------- | -------- |
| Mark Javier | Egyéni      | 654       | 36.       | Kuo Cheng-Wei (TPE) (29.) · 102-106 | kiesett           | kiesett           | kiesett           | kiesett           | kiesett           | 52.*     |

* - két másik versenyzővel azonos eredményt ért el

## Műugrás
Férfi

| Versenyző     | Versenyszám        | Selejtező | Selejtező | Elődöntő | Elődöntő | Döntő   | Döntő    |
| Versenyző     | Versenyszám        | Pont      | Helyezés  | Pont     | Helyezés | Pont    | Helyezés |
| ------------- | ------------------ | --------- | --------- | -------- | -------- | ------- | -------- |
| Rexel Fabriga | Egyéni toronyugrás | 358,85    | 28.       | kiesett  | kiesett  | kiesett | kiesett  |

Női

| Versenyző        | Versenyszám    | Selejtező | Selejtező | Elődöntő | Elődöntő | Döntő   | Döntő    |
| Versenyző        | Versenyszám    | Pont      | Helyezés  | Pont     | Helyezés | Pont    | Helyezés |
| ---------------- | -------------- | --------- | --------- | -------- | -------- | ------- | -------- |
| Sheila Mae Pérez | Egyéni műugrás | 251,15    | 23.       | kiesett  | kiesett  | kiesett | kiesett  |

## Ökölvívás
| Versenyző     | Versenyszám | Selejtező                | Nyolcaddöntő      | Negyeddöntő       | Elődöntő          | Döntő             | Helyezés |
| Versenyző     | Versenyszám | Ellenfél Eredmény        | Ellenfél Eredmény | Ellenfél Eredmény | Ellenfél Eredmény | Ellenfél Eredmény | Helyezés |
| ------------- | ----------- | ------------------------ | ----------------- | ----------------- | ----------------- | ----------------- | -------- |
| Harry Tañamor | Papírsúly   | Manyo Plange (GHA) · 3-6 | kiesett           | kiesett           | kiesett           | kiesett           | 17.      |

## Sportlövészet
Férfi

| Versenyző | Versenyszám | Selejtező | Selejtező | Döntő   | Döntő    |
| Versenyző | Versenyszám | Pont      | Helyezés  | Pont    | Helyezés |
| --------- | ----------- | --------- | --------- | ------- | -------- |
| Eric Ang  | Trap        | 106       | 35.       | kiesett | kiesett  |

## Súlyemelés
Női

| Versenyző    | Versenyszám | Szakítás | Szakítás | Lökés    | Lökés    | Összesen | Helyezés |
| Versenyző    | Versenyszám | Eredmény | Helyezés | Eredmény | Helyezés | Összesen | Helyezés |
| ------------ | ----------- | -------- | -------- | -------- | -------- | -------- | -------- |
| Hidilyn Diaz | 58 kg       | 85,0     | 11.      | 107,0    | 11.      | 192,0    | 11.      |

## Taekwondo
Férfi

| Versenyző   | Versenyszám | Nyolcaddöntő             | Negyeddöntő       | Elődöntő          | Vigaszág elődöntő | Bronz- mérkőzés   | Döntő             | Helyezés |
| Versenyző   | Versenyszám | Ellenfél Eredmény        | Ellenfél Eredmény | Ellenfél Eredmény | Ellenfél Eredmény | Ellenfél Eredmény | Ellenfél Eredmény | Helyezés |
| ----------- | ----------- | ------------------------ | ----------------- | ----------------- | ----------------- | ----------------- | ----------------- | -------- |
| Tshomlee Go | Légsúly     | Ryan Carneli (AUS) · 0-1 | kiesett           | kiesett           |                   |                   |                   | 11.      |

Női

| Versenyző   | Versenyszám | Nyolcaddöntő             | Negyeddöntő       | Elődöntő          | Vigaszág elődöntő | Bronz- mérkőzés   | Döntő             | Helyezés |
| Versenyző   | Versenyszám | Ellenfél Eredmény        | Ellenfél Eredmény | Ellenfél Eredmény | Ellenfél Eredmény | Ellenfél Eredmény | Ellenfél Eredmény | Helyezés |
| ----------- | ----------- | ------------------------ | ----------------- | ----------------- | ----------------- | ----------------- | ----------------- | -------- |
| Toni Rivero | Váltósúly   | Sandra Šarić (CRO) · 1-4 | kiesett           | kiesett           |                   |                   |                   | 11.      |

## Úszás
Férfi

| Versenyző      | Versenyszám    | Előfutam | Előfutam | Előfutam | Elődöntő | Elődöntő | Elődöntő | Döntő   | Döntő    |
| Versenyző      | Versenyszám    | Idő      | Hely.    | Össz.    | Idő      | Hely.    | Össz.    | Idő     | Helyezés |
| -------------- | -------------- | -------- | -------- | -------- | -------- | -------- | -------- | ------- | -------- |
| Ryan Arabejo   | 1500 m gyors   | 15:42,27 | 3.       | 32.      |          |          |          | kiesett | kiesett  |
| Daniel Coakley | 50 m gyors     | 22,69    | 6.       | 39.      | kiesett  | kiesett  | kiesett  | kiesett | kiesett  |
| Miguel Molina  | 200 m mell     | 2:16,94  | 6.       | 47.      | kiesett  | kiesett  | kiesett  | kiesett | kiesett  |
| Miguel Molina  | 200 m vegyes   | 2:01,61  | 2.       | 27.      | kiesett  | kiesett  | kiesett  | kiesett | kiesett  |
| James Walsh    | 200 m pillangó | 1:59,39  | 1.       | 29.      | kiesett  | kiesett  | kiesett  | kiesett | kiesett  |

Női

| Versenyző      | Versenyszám | Előfutam | Előfutam | Előfutam | Elődöntő | Elődöntő | Elődöntő | Döntő   | Döntő    |
| Versenyző      | Versenyszám | Idő      | Hely.    | Össz.    | Idő      | Hely.    | Össz.    | Idő     | Helyezés |
| -------------- | ----------- | -------- | -------- | -------- | -------- | -------- | -------- | ------- | -------- |
| Christel Simms | 50 m gyors  | 26,64    | 4.       | 47.      | kiesett  | kiesett  | kiesett  | kiesett | kiesett  |
| Christel Simms | 100 m gyors | 56,67    | 4.       | 41.      | kiesett  | kiesett  | kiesett  | kiesett | kiesett  |